# Claude-Adrien Helvétius

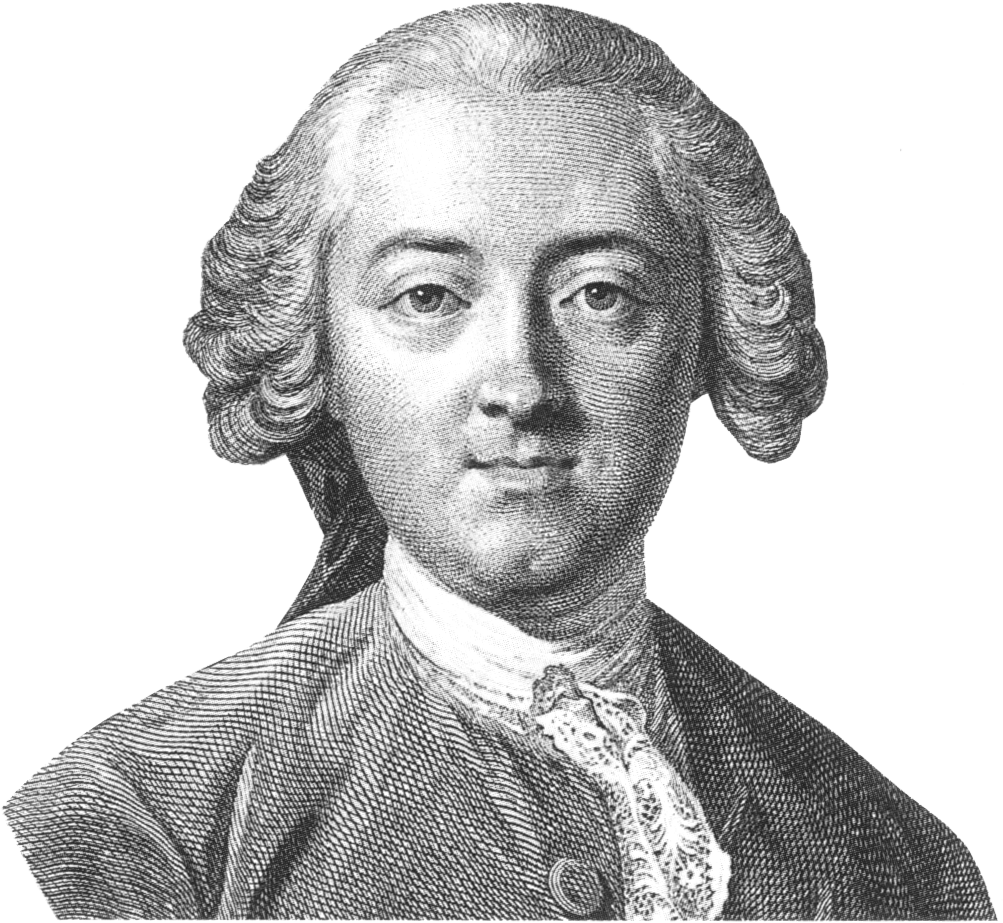
Claude Adrien Helvétius

Claude Adrien Helvétius (n. 26 februarie 1715 - d. 26 decembrie 1771) a fost un filozof francez, unul dintre reprezentanții de seamă ai materialismului și senzualismului.

## Opera
Claude Adrien Helvétius, studiu introductiv Florica Neagoe, traducere I.Firu, Despre spirit, București, Editura Științifică, 1959.

### Filozofie
Helvétius a fost atât materialist, cât și senzualist, fiind puternic influențat de John Locke. Concepția sa fundamentală era că toate cunoștințele și reprezentările noastre decurg din senzațiile pe care obiectele le produc asupra simțurilor noastre.

## Posteritatea
Opera lui Helvétius a influențat următorii filozofi și scriitori:
- Jean-Jacques Rousseau
- Denis Diderot
- Maximilien Robespierre
- Stendhal